# Tahiti Trot
Tahiti Trot, Op. 16, es una orquestación de Dmitri Shostakóvich de 1927 de Té para dos, del musical No, No, Nanette de Vincent Youmans. 
Fue compuesto en respuesta a un reto del director de orquesta Nikolái Malkó: ambos escucharon la canción de una grabación en casa de Malkó, este le apostó 100 rublos al compositor a que era capaz de realizar un arreglo de la pieza de memoria en menos de una hora. Shostakóvich aceptó y ganó, completando la orquestación en alrededor de 45 minutos.
Tahiti Trot fue estrenada en Moscú el 25 de noviembre de 1928, y ha sido una propina popular desde entonces. Fue utilizada como un entreacto para el ballet de La edad de oro (The Golden Age), a propuesta del director Aleksandr Gauk.